# Basset Fauve de Bretagne

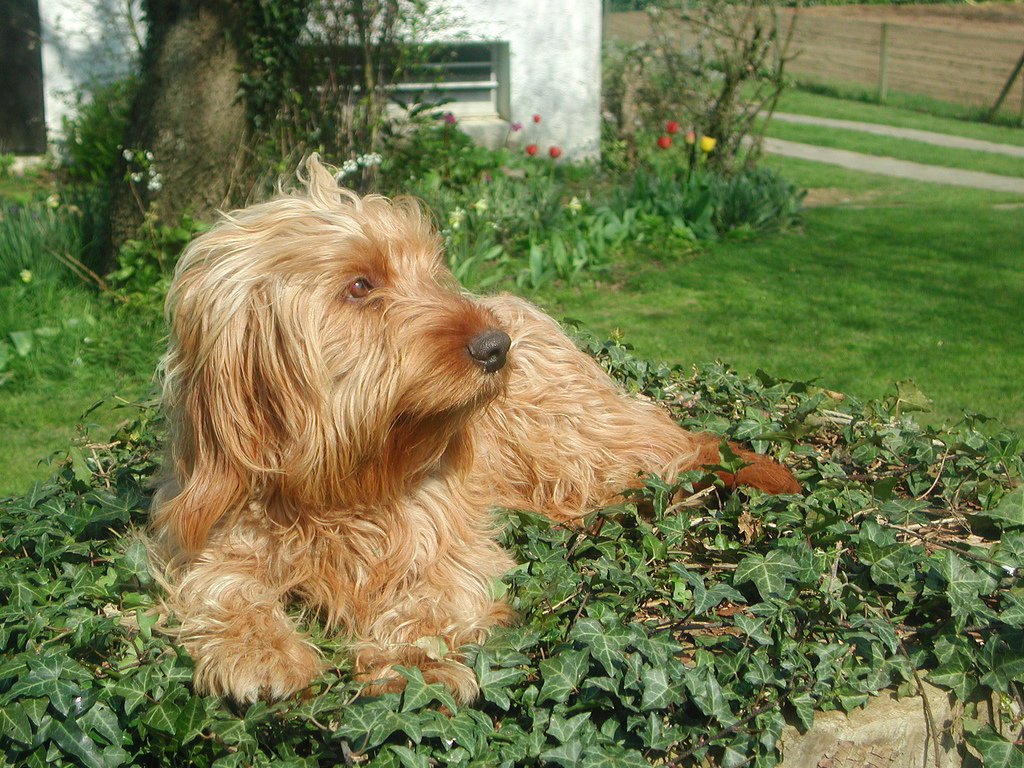
Basset Fauve de Bretagne

Basset Fauve de Bretagne (tiếng Anh: Fawn Brittany Basset) là một giống chó săn chân ngắn thuộc loại scenthound, bắt nguồn từ Bretagne, một vương quốc lịch sử của Pháp.

## Ngoại hình
Basset Fauve de Bretagne là giống chó săn nhỏ, thuộc dòng Basset Hound. Giống này có bộ lông khắc nghiệt, dày đặc, màu đỏ-lúa mì hoặc màu nâu vàng. Chiều cao của giống là 32–38 cm và cân nặng là 36 - 40 lbsadasdasd. Chúng có lông thô, dày đặc. Lông trên tai ngắn hơn, mịn hơn và tối hơn. Đôi tai rủ xuống mũi. Các tiêu chuẩn của Pháp cho thấy giống có chân ngắn nhất trong nhóm Basset

## Sức khỏe
Chỉ có cuộc khảo sát sức khỏe của Basset Fauve de Bretagnes là hoàn chỉnh nhất, một cuộc khảo sát năm 2004 của UK Kennel Club với kích thước nhỏ. French Basset Fauve de Bretagne kennel club, Club du Fauve de Bretagne (http://fauvedebretagne.free.fr/ - tiếng Pháp), hiện đang (tính đến ngày 15 tháng 7 năm 2007) tiến hành một cuộc khảo sát về sức khỏe, nhưng những câu hỏi chủ nhân chỉ nói chung con chó của họ (chứ không phải từng con chó riêng lẻ) và không hỏi về tuổi thọ của chúng. UK Club đang lên kế hoạch một cuộc khảo sát sức khỏe mới sẽ được tổ chức vào cuối năm 2012 đầu năm 2013 với hy vọng rằng có thêm thông tin chính xác hơn về tuổi thọ của giống chó này

### Tử vong
Dựa trên kích thước nhỏ của 15 con chó bị chết, Basset Fauve de Bretagnes trong cuộc khảo sát UK Kennel Club năm 2004 có tuổi thọ trung bình là 10,4 năm (tối đa 13,9 năm), là tuổi thọ trung bình điển hình cho chó thuần chủng, nhưng hơi thấp so với các giống khác có kích thước tương tự. Nguyên nhân phổ biến nhất gây tử vong là tai nạn giao thông đường bộ, ung thư, suy tim và suy thận.

### Bệnh
Trong số 84 con chó sống trong cuộc khảo sát UKC năm 2004, các vấn đề sức khỏe phổ biến nhất được ghi nhận bởi chủ của chúng là sinh sản, âm thanh (viêm tai giữa và viêm tai giữa), và mắt (viêm loét giác mạc và đục thủy tinh thể).

Basset Fauve de Bretagne

## Lịch sử
Loài này được phát triển ở Pháp như một con chó săn từ Grand Fauve de Bretagne, giống chó này đã bị tuyệt chủng. Có tin đồn rằng Basset Fauve de Bretagne cũng gần như tuyệt chủng sau Chiến tranh thế giới thứ hai, và các giống được hồi sinh bằng cách lai tạo các con chó còn lại với Petit Basset Griffon Vendéen và chó Dachshunds. Tuy nhiên, câu lạc bộ Pháp phủ nhận điều này. Giống chó Griffon Fauve de Bretagne vẫn còn tồn tại nhưng nó chắc chắn hiếm hơn Basset. Loài chó ở Anh chủ yếu được coi là chó nuôi và thú cưng trong gia đình, và thoát khỏi danh sách giống chó hiếm của Kennel Club vào năm 2007. Nó cũng có thể được tìm thấy ở các vùng khác của châu Âu, nơi nó được sử dụng để đánh dấu đường mòn và cũng như một vật nuôi. Chúng yêu thương, hạnh phúc, tốt với trẻ em, nhưng nó là những con chó săn có thể không phù hợp với mọi gia đình. Ở Anh, giống chó này không có lỗi di truyền; tuy nhiên, bệnh động kinh đã được xác định trong một số dòng giống ở Pháp và các bộ phận khác ở châu Âu.